# Дуальна крива
Дуальна крива до заданої кривої на проєктивній площині — це крива на двоїстій проєктивній площині, що складається з дотичних до заданої гладкої кривої. В цьому випадку криві називаються взаємно дуальними. Поняття може бути узагальнено для негладких кривих і на багатовимірний простір.

Взаємно дуальні криві

Дуальні криві є геометричним вираженням перетворення Лежандра в гамільтоновій механіці.